# 菲茨杰拉德 (佐治亚州)
費茲傑拉爾德（英語：Fitzgerald）是一個位於美國喬治亞州本希爾縣和歐文縣的城市。根據2010年美國人口普查，該地人口為9053人，而該地的面積約為23.30平方千米。同時該地也是本希爾縣的縣治。

## 地理
費茲傑拉爾德的座標為31°42′56″N 83°15′23″W / 31.71556°N 83.25639°W，而該地的平均海拔高度為110米（即361英尺）。